# Philipp Zorn

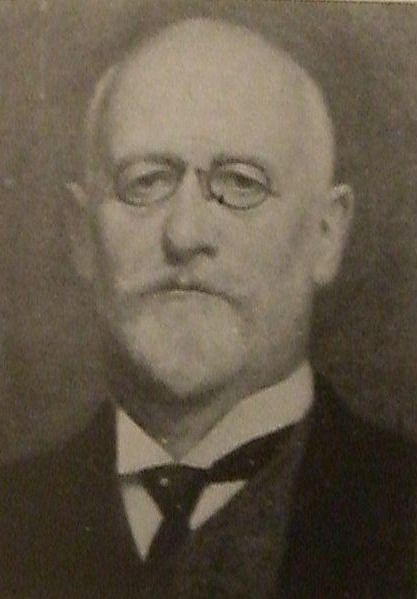
Philipp Zorn.

Carl Ludwig Philipp Zorn, född 13 januari 1850 i Bayreuth, död 4 januari 1928 i Ansbach, var en tysk jurist.
Zorn blev 1875 extra ordinarie professor vid Münchens universitet och 1877 ordinarie professor vid Berns universitet, samma år vid Königsbergs universitet och slutligen 1900 vid Bonns universitet, varifrån han tog avsked 1914. 
Zorn var ombud för Tyska riket vid fredskonferenserna i Haag 1899 och 1907, och utgav ett flertal skrifter, särskilt av stats- eller folkrättsligt innehåll, bland annat Staatsrecht des Deutschen Reiches (1880–83; andra upplagan 1895–97) och Gesandschafts- und Konsularrecht (1920).